# Il gioco di Ender
Il gioco di Ender (Ender's Game) è un romanzo di fantascienza del 1985, il più noto di Orson Scott Card. Costituisce il primo capitolo del ciclo di Ender, seguito da Il riscatto di Ender e da Ender III - Xenocidio.
Il libro, vincitore nel 1986 del premio Hugo e del premio Nebula quale miglior romanzo, è nato dall'omonimo racconto del 1977 pubblicato sulla rivista Analog e vincitore del Premio John W. Campbell.
Narra di un futuro in cui l'umanità è a malapena sopravvissuta a due successive invasioni da parte degli alieni Scorpioni, e in cui i bambini più brillanti del mondo, incluso l'eccezionale Ender Wiggin, sono portati nella Scuola di Guerra in età precocissima per addestrare i migliori comandanti in vista dell'imminente Terza Invasione.
Dal romanzo nel 2013 è stato tratto il film Ender's Game per la regia di Gavin Hood.

## Storia editoriale
Il romanzo costituisce l'ampliamento dell'omonimo racconto del 1977, pubblicato sulla rivista Analog e vincitore del Premio John W. Campbell.
Il racconto originale è semplicemente la storia delle esperienze di Ender nella Scuola di Guerra e nella Scuola di Comando; il romanzo è un'opera di più ampio respiro che affronta la vita di Ender prima, durante e dopo la guerra e contiene inoltre alcuni capitoli che descrivono i successi politici di Peter e Valentine sulla Terra. Nell'audiolibro uscito per il ventesimo anniversario del romanzo, Card ha dichiarato che il racconto Il gioco di Ender era stato scritto con lo scopo di definire il personaggio di Ender in vista del suo ruolo in Il riscatto di Ender (Speaker for the Dead nell'originale in inglese, con riferimento all'Araldo dei Defunti). Infatti le linee essenziali di questo libro erano state scritte prima che Il gioco di Ender fosse trasformato in un romanzo.
Il romanzo è stato ristampato in un'edizione leggermente rivista nel 1991. Nella sua introduzione del 1991 al romanzo, Card ha discusso dell'influenza del Ciclo della Fondazione di Isaac Asimov sulla nascita del racconto e del romanzo. Su di lui ha avuto anche grande influenza l'opera dello storico Bruce Catton sulla Guerra civile americana. Il nome e le funzioni essenziali dell'ansible sono state invece tratte dalle storie di Ursula K. Le Guin del ciclo dell'Ecumene.

## Trama
Ender Wiggin è un intelligentissimo bambino di sei anni, nato come terzo figlio dei suoi genitori negli Stati Uniti, nei quali, quando si svolge la storia, sono per legge consentiti al massimo due figli per famiglia; la vita di Ender dipende quindi da un permesso speciale del Governo. Ender è stato osservato attentamente per anni tramite un dispositivo di monitoraggio fissato alla nuca; il libro inizia con la sua rimozione. Come Terzo e come studente eccezionalmente dotato, i bambini che sono con lui lo disprezzano. Al termine di un giorno di scuola, un gruppo di bulli comincia a prenderlo in giro e a mettergli le mani addosso in quanto, non avendo più il monitor, non è più sotto la sorveglianza degli adulti. In risposta, Ender atterra con un pugno allo sterno il leader del gruppo, Stilson, e lo colpisce più volte in modo che non possa rialzarsi.
Quando Ender torna a casa, il lettore incontra il suo fratello maggiore, Peter, un ragazzo altrettanto brillante ma molto più sadico, e la sorella maggiore Valentine, anch'ella di pari intelligenza e dal temperamento dolce e totalmente opposto a quello di Peter. La mattina successiva, i membri della Flotta Internazionale (FI) si presentano a casa di Ender per chiedergli perché ha colpito Stilson anche quando era già a terra. Ender risponde di averlo fatto per spaventarli a tal punto da fargli capire in maniera definitiva che non dovevano più dargli fastidio. Non si è trattato quindi né di una vendetta né di un'azione fatta per cattiveria, ma di puro calcolo strategico. Dopo tale spiegazione la FI gli offre un posto nella Scuola di Guerra, una stazione spaziale in cui i bambini sono addestrati all'azione e al comando militare. Il Colonnello Hyrum Graff, responsabile della Scuola, ritiene che Ender sia l'ultima speranza per la sopravvivenza dell'umanità contro gli Scorpioni. Ender, pur riluttante, accetta.
Dal primo momento in cui Ender incontra gli altri bambini, il Colonnello Graff comincia ad isolarlo tramite favoritismi, favorendo la gelosia e il rifiuto di Ender da parte degli altri allievi. Questa strategia continuerà ad essere usata nel tempo, obbligando Ender ad affrontare i problemi da solo invece di contare sugli altri e facendolo faticare a farsi amici e mantenersi davanti agli avversari. Ender è anche obbligato ad essere perfetto in tutto ciò che fa per confermare le lodi di Graff, in modo tale che gli altri allievi non possano obiettare nulla.
In virtù della sua eccezionale attitudine alla tattica e al comando, ma anche per l'avvicinarsi della scadenza per gli insegnanti per prepararlo alla guerra incombente, Ender avanza nel percorso di addestramento molto più rapidamente degli altri allievi. Appena riesce a trovare il primo vero amico, Alai, viene promosso dal corso di base e assegnato direttamente all'orda delle Salamandre, sotto il comando dell'orgoglioso Bonzo Madrid. La Scuola di Guerra ruota (letteralmente) intorno alla sala di battaglia, dove eserciti di 41 componenti (tradotti in italiano come orde) combattono in un ambiente a gravità zero, molto simile al Lasertag. Ender, che non ha ricevuto l'addestramento standard per queste battaglie, viene inizialmente emarginato dal gioco, e Bonzo gli ordina di non sparare mai in battaglia. Con l'aiuto di una sua compagna più grande, Petra Arkanian, riuscirà ad apprendere i fondamenti del combattimento a gravità zero. Dopo varie battaglie in cui è stato sempre inattivo, Ender viola platealmente gli ordini del capo per salvare la sua squadra dalla sconfitta. Nonostante il risultato il suo comandante, Bonzo, va su tutte le furie e lo rimprovera colpendolo anche fisicamente. Subito dopo Ender sarà scambiato con un'altra squadra, l'orda dei Topi (Rat Army), il cui comandante colloca Ender nel plotone (branco nella versione italiana) di Dink Meeker. Nel frattempo, mentre lo sviluppo psicologico di Ender è tenuto sotto controllo tramite un complesso gioco (Mind Fantasy Game) gestito dal sistema di computer della Scuola, Ender riceve una lettera di incoraggiamento dalla sua amata sorella Valentine.
Dopo la partenza di Ender per la Scuola di Guerra, Valentine e Peter hanno continuato le loro vite da geni. Valentine, allo stesso modo del fratello minore, è terrorizzata da Peter in quanto sa che questi è in grado di compiere qualsiasi atto di malvagità e inoltre aspira al totale controllo di tutti coloro che lo circondano. Proprio questa avidità lo spinge a coinvolgere la sorella in un piano che lo porterà a dominare il mondo intero. Valentine, sulle prime sorpresa ed impaurita dalla proposta, accetta anche perché in fondo le fa piacere che il fratello chieda il suo aiuto. I due seguendo l'idea di Peter, cominciano a inserirsi nelle discussioni politiche sulle newsnets (idea che presagiva la moderna Internet). Scrivendo sotto pseudonimo, cominciano a guadagnare popolarità e rispetto dalla comunità internazionale per le loro profonde analisi politiche. Valentine ha lo pseudonimo di Demostene mentre Peter scrive sotto il nome di Locke. Di proposito ognuno dei due scrive in modo opposto al proprio naturale temperamento: Locke ha opinioni più pacate, e il suo stile è quello di precedere l'avversario mentre sta ancora preparandosi ad attaccarlo mentre Demostene è presto conosciuto come leader radicale delle masse, che mette in guardia contro le manovre militari e politiche del patto di Varsavia. Con la minaccia degli Scorpioni oramai vicina ad essere risolta i paesi del blocco est si stanno infatti preparando a rompere l'alleanza mondiale che si è creata in seguito alle invasioni e attaccare l'occidente. Peter progetta di utilizzare l'influenza acquisita per ottenere al momento opportuno il controllo del mondo intero.
Con anni di anticipo rispetto al consueto, gli insegnanti promuovono Ender a capo di un'orda di nuova formazione, i Draghi, esponendo il ragazzo al risentimento degli altri comandanti. Anche se gli vengono assegnate reclute inesperte, incluso il precoce Bean, che è persino più piccolo (e brillante) di quanto fosse Ender alla sua età. Ender addestra i Draghi in modo non convenzionale: abolisce le formazioni standard, divide l'orda in cinque branchi anziché quattro e incoraggia ogni branco ad agire indipendentemente e prendere l'iniziativa durante il combattimento. L'orda dei Draghi non perde nessuna battaglia, nonostante sia posta intenzionalmente in condizioni sempre più sfavorevoli negli incontri contro gli avversari.
L'invincibilità di Ender che prevale anche in situazioni in cui è stato posto palesemente in svantaggio accentua il risentimento da parte degli altri comandanti, che si sentono umiliati. Il protagonista, dopo ritorsioni di minore entità, viene affrontato direttamente dall'invidioso Bonzo Madrid, che mira ad ucciderlo, nel locale docce, insieme ad altri ragazzi. Ender combatte e sconfigge Bonzo e, seguendo lo stesso ragionamento fatto con il bullo Stilson a scuola, decide di fargli capire in maniera definitiva che non devono più infastidirlo (in seguito si scoprirà che Bonzo è morto, ma a Ender non verrà detto subito). Tre ore dopo i Draghi sono chiamati in battaglia contro due orde contemporaneamente. Ender, esasperato dall'ingiusto peso che gli insegnanti gli impongono, rovescia le regole della sala di battaglia: dato che la fine della battaglia avviene quando cinque soldati attivano la porta di ingresso degli avversari (il Cancello), Ender fa sì che i suoi soldati riescano nell'intento nonostante l'orda sia sconfitta sul campo.
Contrariamente alle sue attese, Ender viene promosso alla Scuola di Comando dagli insegnanti, ma gli viene comunque concesso un breve periodo di permesso sulla Terra. Non volendo vedere la sua famiglia, è tenuto isolato presso un piccolo lago tra i boschi; costruisce una zattera e trascorre il tempo da solo assorto in riflessione e autocommiserazione. La F. I., preoccupata che non sia più motivato a proseguire, fa ancora ricorso a sua sorella Valentine. I due hanno una lunga conversazione, durante la quale Ender ammette di essere giunto a odiarsi, perché per vincere le battaglie deve conoscere il suo nemico talmente bene da amarlo, e in questo modo continua a distruggere coloro che ama. Valentine, durante la visita, gli fa presente quanto sia prioritario l'obiettivo del suo addestramento, cioè preservare l'intera razza umana.
Ender torna nello spazio, diretto questa volta alla Scuola di Comando, con quasi sei anni di età in anticipo. Per apprendere come combattere gli Scorpioni nello spazio non viene più utilizzata una sala di battaglia bensì un simulatore spaziale. L'insegnante di Ender è Mazer Rackham, l'artefice del precedente successo umano contro gli Scorpioni, il primo a rendersi conto che gli alieni hanno una mente collettiva e possono comunicare telepaticamente a velocità superiore a quella della luce. Una volta compreso che ciò era possibile, gli scienziati umani avevano realizzato un analogo dispositivo di comunicazione, l'ansible, ed era stata inviata una flotta di invasione verso i pianeti degli Scorpioni. A Ender viene così rivelato che l'imminente Terza Invasione in realtà è iniziata da parte umana: la flotta arriverà dopo cinque anni ai mondi degli Scorpioni ed Ender apprenderà come comandarla.
Ender viene affiancato nell'addestramento da un gruppo dei suoi migliori comandanti, amici e sottoposti della Scuola di Guerra, tra cui Alai, Petra e Bean, ai quali Ender assegna i singoli squadroni mantenendo per sé la supervisione generale. Le battaglie proposte dal simulatore diventano sempre più difficili: il nemico spesso è in superiorità numerica e impara ad adattarsi alle tattiche di Ender, persino a quelle utilizzate il giorno precedente. Ender è sempre più perseguitato da incubi che gli ostacolano il sonno: affaticato fisicamente e mentalmente, comincia a scoraggiarsi.
Giunti all'esame finale della Scuola di Comando, Ender e il suo gruppo si trovano in possesso di una piccola flotta, in avvicinamento ad un pianeta, lo spazio intorno al quale brulica di migliaia di navi aliene. Ormai Ender ne ha abbastanza di essere manipolato dagli adulti e decide di vincere con una mossa sleale: contro le regole, scavalca gli avversari ed utilizza un'arma di disgregazione molecolare contro il pianeta, dissolvendolo insieme alla flotta nemica. In questo modo Ender ritiene di essersi dimostrato per sempre inadatto al comando di una vera flotta.
Invece, al termine della simulazione, Ender scopre che tutti i presenti (lo stato maggiore al completo che ha seguito in diretta la battaglia) sono travolti dall'entusiasmo e dalla gratitudine. Rackham e Graff spiegano a Ender che non stava affatto giocando contro un simulatore, ma fin dall'inizio comandava la Terza Invasione tramite l'ansible: ora aveva appena distrutto il mondo di origine degli Scorpioni, sterminando per sempre la loro razza.
Quando Ender scopre di aver giocato con vite reali, cade in depressione. Sente il peso delle morti che ha causato, aggravato dall'amore e rispetto che aveva imparato a provare per gli Scorpioni. Nel frattempo, appena terminata la guerra con gli Scorpioni, le nazioni della Terra rompono l'alleanza come previsto da Peter ed il mondo intero rischia di sprofondare in una guerra mondiale. Sarà proprio l'intervento di Locke (alias Peter Wiggin), appoggiato da Demostene, a trovare un compromesso accettabile per entrambe le coalizioni, ed evitare il conflitto. A quel punto Ender, oramai diventato l'eroe per antonomasia, non può ritornare sulla Terra, perché sarebbe destinato a diventare solo uno strumento di Peter nel suo disegno di dominio globale. Valentine convince Ender a partire sulla prima nave colonia verso un pianeta appartenuto in precedenza agli Scorpioni.
Dopo anni, quando la colonia è ormai costruita, Ender scopre qualcosa che gli Scorpioni avevano lasciato per lui: usando la comunicazione telepatica, erano riusciti a estrarre immagini dal suo cervello, relative al gioco mentale del periodo della Scuola di Comando. Con queste immagini, gli Scorpioni avevano ricostruito una scena presa direttamente da esso, a mo' di messaggio postumo per lui. Ripercorrendola passo passo, Ender scopre che gli alieni gli hanno lasciato l'ultima Regina sopravvissuta, in forma di pupa. Essa è in grado di comunicare telepaticamente con Ender, che apprende così che i precedenti conflitti con gli uomini derivavano dal fatto che non erano stati ritenuti esseri senzienti in quanto indipendenti l'uno dall'altro, e che una volta compreso l'errore gli Scorpioni avevano deciso di non attaccarli mai più. L'invasione e lo sterminio degli Scorpioni non sarebbe stato necessario.
Ender scrive un libro sugli Scorpioni dalla loro prospettiva, firmandolo L'araldo dei Defunti. Con il suo segreto bozzolo, abbandona la colonia in cerca di un pianeta adatto alla rinascita della razza degli Scorpioni. Questo sarà uno degli argomenti dei libri successivi del ciclo.

## Premi e riconoscimenti
Il gioco di Ender ha vinto il Premio Hugo per il miglior romanzo nel 1986 ed il Premio Nebula per il miglior romanzo nel 1985, i due premi principali della fantascienza.
Nel 1987, anche il sequel Il riscatto di Ender ha vinto entrambi i premi: Card è l'unico autore ad averli vinti entrambi in due anni consecutivi.

## Critica
John Kessel ha pubblicato nel numero della primavera 2004 della rivista Foundation, the International Review of Science Fiction un articolo dal titolo Creating the Innocent Killer ("Creare l'assassino innocente"), che è una decostruzione critica della visione morale del mondo che Card propugna attraverso Ender. Descrive come Card e i suoi personaggi manipolino il punto di vista del lettore per tutto il libro così che Ender possa commettere diversi omicidi e, alla fine, il genocidio di una specie (sebbene inconsapevolmente), mantenendo nel frattempo la nostra simpatia e rimanendo innocente. Kessel prende posizione contro l'implicita affermazione di Card che la moralità di un atto è basata esclusivamente sulle intenzioni della persona che lo compie.
I tre libri che hanno seguito Il gioco di Ender e proseguono la stessa storia (Il riscatto di Ender, Ender III - Xenocidio e I figli della mente) espandono le idee morali esposte nel romanzo su nuovi livelli secondo la filosofia di Card, in particolare riguardo ai rapporti degli umani con imperscrutabili specie aliene. (In effetti, l'intero dibattito morale è ribadito all'inizio di Il riscatto di Ender attraverso una conversazione tra Ender e alcuni dei suoi studenti calvinisti).
Il gioco di Ender ha ricevuto anche critiche riguardo al suo merito letterario. Il critico e scrittore Norman Spinrad ha criticato il romanzo in diversi suoi saggi raccolti in Science Fiction in the Real World. Card ammette liberamente, nell'introduzione all'edizione rivista, che il suo romanzo non può dirsi in alcun modo un esempio di "bella scrittura". Osservando che la maggior parte delle critiche si basano sulla mancanza di qualità artistiche, Card si giustifica sostenendo di vedere la scrittura come uno strumento per comunicare una storia, e non la forma d'arte stratificata e spesso criptica tipica di altra prosa letteraria, uno stile che Card descrive come "confuso".

## Influenza culturale
Diverse scuole in tutto il mondo hanno adottato Il gioco di Ender come libro di narrativa obbligatorio, alcune per gli aspetti psicologici, altre per lo sfondo fantascientifico. Oltre a istituti secondari e universitari negli Stati Uniti, in Canada e in Australia, il libro è stato adottato anche dall'Università dei Marines a Quantico (Virginia), come libro di testo sulla psicologia della leadership.
La serie televisiva animata Futurama ha sceneggiato un lungometraggio dal titolo Futurama: il gioco di Bender, che tuttavia non presenta contenuti analoghi o parodistici rispetto al libro.
Il gruppo rock Dashboard Confessional ha distribuito una canzone dal titolo Ender Will Save Us All (Ender ci salverà tutti) in omaggio al romanzo. Tuttavia la canzone, a parte il titolo, non offre altri evidenti riferimenti al libro (Ender è anche una parte del nome del leader del gruppo, Christopher Ender Carrabba).

## Adattamento cinematografico
Dal romanzo è stato tratto il film del 2013 Ender's Game per la regia di Gavin Hood.

## Edizioni
- Orson Scott Card, Ender's Game, 1985.
- Orson Scott Card, Il gioco di Ender, traduzione di Gianluigi Zuddas, collana Cosmo Oro n° 87, Editrice Nord, 1987,  p. 309, ISBN 88-429-0384-1.
- Orson Scott Card, Il gioco di Ender, collana Urania Jumbo maggio 2023  n° 43, Mondadori, 2023,  p. 304, ISBN 88-429-0384-1.